# فيليب شيرارد
فيليب أوين أرنولد شيرارد (بالإنجليزية: Philip Sherrard)‏ (23 سبتمبر 1922م - 30 مايو 1995م)  كاتب ومترجم وفيلسوف بريطاني. يتضمن عمله ترجمات مهمة لشعراء اليونان المعاصرين ، وكتب عن الأدب والثقافة اليونانية الحديثة ، والميتافيزيقا ، واللاهوت ، والفن ، وعلم الجمال . كان من رواد الدراسات اليونانية الحديثة في إنجلترا ، وكان له تأثير في جعل الشعراء اليونانيين الرئيسيين في القرنين التاسع عشر والعشرين معروفين في العالم الناطق باللغة الإنجليزية. كان أيضًا كاتبًا غزير الإنتاج في الموضوعات اللاهوتية والفلسفية ، وتناول أصول الأزمة الاجتماعية والروحية التي كان يعتقد أنها تحدث في العالم المتقدم ، واستكشف على وجه التحديد المواقف الحديثة تجاه البيئة من منظور مسيحي.

## فهرس
- أرضية درس الرخام: دراسات في الشعر اليوناني الحديث (لندن: فالنتين ، ميتشل ، 1956 ؛ أعيد طبع ليمني (اليونان): دينيس هارفي ، 1981 ، 1992)(ردمك 960-7120-02-7)
- الشرق اليوناني والغرب اللاتيني: دراسة في التقليد المسيحي (أكسفورد: مطبعة جامعة أكسفورد ، 1959 ؛ أعيد طبع ليمني (اليونان): دينيس هارفي ، 1992 ، 1995 ، 2002)(ردمك 960-7120-04-3)
- ستة شعراء من اليونان الحديثة (مع إدموند كيلي) (لندن: التايمز وهدسون ، 1960)
- القسطنطينية: أيقونية مدينة مقدسة (لندن: مطبعة جامعة أكسفورد ، 1965)
- العصور العظيمة للإنسان: بيزنطة: تاريخ ثقافات العالم (كتب تايم لايف ، 1966)(ردمك 978-0-662-83340-6)
- اليونان الحديثة (مع جون كامبل) (لندن: إرنست بن ، 1968)(ردمك 0-510-37951-6)
- Δοκίμια γιά τόν Νέο Ἑλληνισμό (أثينا: منشورات أثينا ، 1972)
- المسيحية وإيروس: مقالات حول موضوع الحب الجنسي (لندن: SPCK ، 1976 ؛ أعيد طبع ليمني (اليونان): دينيس هارفي ، 1995 ، 2002)(ردمك 960-7120-10-8)
- الكنيسة والبابوية والانشقاق: تحقيق لاهوتي (لندن: SPCK ، 1978 ؛ أعيد طبع ليمني (اليونان): دينيس هارفي ، 1996)(ردمك 960-7120-11-6) ،(ردمك 978-960-7120-24-3)
- جرح اليونان: دراسات في الهيلينية الجديدة (لندن: ريكس كولينجز ، 1978)(ردمك 978-0-86036-070-4)
- آثوس: الجبل المقدس (Overlook Hardcover ، 1985)(ردمك 978-0-87951-988-9)
- اغتصاب الإنسان والطبيعة: تحقيق في أصول ونتائج العلم الحديث (إبسويتش: مطبعة جولغونوزا ، 1987)(ردمك 0-903880-34-2)
- المقدس في الحياة والفن (إبسويتش: مطبعة جولجونوزا ، 1990 ؛ أعيد طبع ليمني (اليونان): دينيس هارفي ، 2004)(ردمك 960-7120-18-3)
- الصورة البشرية: الصورة العالمية: موت وقيامة علم الكونيات المقدس (إبسويتش: مطبعة جولجونوزا ، 1992 ؛ أعيد طبع ليمني (اليونان): دينيس هارفي ، 2004)(ردمك 960-7120-17-5)
- جدلية الدم والنور هذه ، جورج سيفريس - فيليب شيرارد ، تبادل: 1946-1971 (ليمني (اليونان): دينيس هارفي ، 2015)(ردمك 978-960-7120-37-3)
- اغتصاب الإنسان والطبيعة: تحقيق في أصول ونتائج العلم الحديث (إبسويتش: مطبعة جولغونوزا ، 1987 ؛ أعيد طبع ليمني (اليونان): دينيس هارفي ، 1991 ، 2015)(ردمك 978-960-7120-36-6)

شِعر
- التوجه والنسب (إيتون: ألدن وبلاكويل ، 1953)
- Motets for a Sunflower (Ipswich: Golgonooza Press ، 1979)
- في علامة قوس قزح: قصائد مختارة 1940-1989 (لندن: Anvil Press Poetry ، 1994)(ردمك 0-85646-221-7)

كمحرر أو مترجم
- مطاردة اليونان (لندن: جون موراي ، 1964 ؛ أعيد طبعه أثينا: دينيس هارفي ، 1987)(ردمك 0-907978-24-X)
- نيكوس كازانتزاكيس وأوديسه. دراسة الشاعر والقصيدة (نيويورك: سايمون وشوستر ، 1961)
- جورج سيفريس: قصائد مجمعة (1924-1955) (مع إدموند كيلي) (لندن: جوناثان كيب ، 1969)
- CP Cavafy: Collected Poems (with Edmund Keeley) (Princeton: Princeton University Press ، 1975، 1992)(ردمك 0-691-06984-0)
- The Philokalia (مع GEH Palmer و Kallistos Ware) ، 4 مجلدات ، المجلد. 5 سيصدر قريباً (لندن: فابر ، 1979-)
- A Greek Quintet: Poems by Cavafy، Sikelianos، Seferis، Elytis، Gatsos (Limni (Greece): Denise Harvey، 1992، 2000)(ردمك 960-7120-01-9)
- Angelos Sikelianos: Selected Poems (with Edmund Keeley) (Princeton: Princeton University Press ، 1979؛ إعادة طبع Limni (اليونان): Denise Harvey، 1996)(ردمك 960-7120-12-4)
- أوديسيوس إيليتيس: قصائد مختارة (مع إدموند كيلي) (لندن: Anvil Press Poetry ، 1981 ، 2007)(ردمك 9780856463556)
- إدوارد لير: The Corfu Years: A Chronicle المقدمة من خلال رسائله ومجلاته (محرر) (أثينا وديدهام: دينيس هارفي ، 1988)(ردمك 0-907978-25-8)
- جورج سيفريس: قصائد كاملة (مع إدموند كيلي) (لندن: Anvil Press Poetry ، 1995 ، 2006)(ردمك 0-85646-213-6)

كمساهم
- ليس من هذا العالم: خزانة التصوف المسيحي ( الحكمة العالمية ، 2003)(ردمك 978-0-941532-41-9)
- العلم وأسطورة التقدم ( الحكمة العالمية ، 2004)(ردمك 978-0-941532-47-1)
- خيانة التقليد: مقالات عن الأزمة الروحية للحداثة ( الحكمة العالمية ، 2005)(ردمك 978-0-941532-55-6)

حول شيرارد
- كيلي ، جيمس ل. ، فيليب شيرارد: الفلسفة الأرثوذكسية وعهد الكمية (نورمان ، موافق: مطبعة رومانية ، 2016).

## روابط خارجية
- فيليب شيرارد: الحياة والعمل
- أكاديمية تيمينوس
- دينيس هارفي الناشر